# МиГ-35
МиГ-35 е бъдещ многоцелеви изтребител от поколение 4++. Изтребителят МиГ-35 представлява обновена версия, на изтребителя от 80-те години на XX век МиГ-29.
В сравнение със своя предшественик той се очаква да има с 50% по-голям радиус на действие, да носи двойно по-голям боен товар и да разполага с осем пилона под крилата за закрепване на оръжие.
Въоръжението му ще включва ракети „въздух-въздух“ със среден радиус на действие Р-77, свърхзвуковата Х-31 и дозвуковата Х-35У ракети „въздух повърхност“ и управляеми бомби КАБ-500. С нито едно от тези оръжия не е била оборудвана базовата версия на МиГ-29. Така МиГ-35 се очертава като изтребител, който запазва корпуса на МиГ-29М2 с двуместна пилотска кабина с общ фанар(капак на кабината), с нова авионика и оръжия, както и с нови двигатели с управляем вектор на тягата. При едноместната версия задната седалка се премахва и в освободеното пространство се монтира допълнителен резервоар за гориво с обем 600 литра.Той може да достигне до скорост 2400 km/h

## Производство
Първоначално е планирано серийното производството на МиГ-35, да започне през 2009 г. но поради липса на поръчки, е отлагано няколкократно. На 13 август 2013 г. руското министерство на отбраната, отложи подписването на договор, за поръчка на 37 броя от многоцелевите изтребители, за 2016 г.

## Технически характеристики
|                               | Технически данни                               |
| номинална стартова маса       | 17 500 kg                                      |
| максимална                    | 23 500 kg                                      |
| макс. скорост                 | 2400 km/h                                      |
| макс. обхват                  | 6000 km с 3 ПТБ и едно дозареждане във въздуха |
| боен товар                    | 4500 kg                                        |
| ракети въздух-въздух          | Р 73                                           |
| със среден радиус на действие | Р-77,Р-27                                      |
| ракети въздух повърхност:     | Х-31, Х-35У,Х-25МЛ, Х-29Т, Х-29Л               |
| управляеми бомби:             | КАБ-500                                        |
| Максимално претоварване       | 10 G                                           |